# تسخیر گذرگاه کلیسورا
تسخیر گذرگاه کلیسورا (یونانی: Κατάληψη της Κλεισούρας) یک عملیات نظامی بود که طی ۶ تا ۱۱ ژانویه ۱۹۴۱ در جنوب آلبانی انجام شد و یکی از مهمترین نبردهای جنگ یونان و ایتالیا بود.